# Тихомил Николич
Тихомил Николич е сръбски офицер, военен министър при Милан Обренович и участник в Сръбско-турските войни от 1876-1878 година.

## Биография
Тихомил Николич е роден през 1832 година в Крагуевац. Постъпва в армията на сръбското княжество 17-годишен. От 1850 е в белградската Артилерийска школа, по-късно се обучава във военно училище в Белгия. Произведен е в чин подпоручик от артилерията през 1855 година. През 1869 е произведен в майор, а през 1874 е назначен за командващ на постоянната армия. През 1875-1876, вече полковник, Тихомил Николич оглавява военното министерство. През 1879 е пенсиониран, но три години по-късно е върнат на служба като е повишен в чин генерал и поставен за командир на Шумадийския корпус. Отново е военен министър през 1882-1883 година. През октомври 1883 година генерал Николич командва войските, които потушават Тимошката буна.